# Simeonoveț, Pazardjik
Simeonoveț (în bulgară Симеоновец) este un sat în comuna Septemvri, regiunea Pazardjik,  Bulgaria. 

## Demografie
Componența etnică a satului Simeonoveț
     Bulgari (77,06%)
     Nicio identificare (22,6%)
     Altele (0,33%)
La recensământul din 2011, populația satului Simeonoveț era de 898 locuitori. Din punct de vedere etnic, majoritatea locuitorilor (77,06%) erau bulgari. Pentru 22,6% din locuitori nu este cunoscută apartenența etnică.